# 村山彩希
村山 彩希（むらやま ゆいり、1997年〈平成9年〉6月15日 - ）は、日本のアイドルであり、女性アイドルグループAKB48の元メンバーである。元子役。
神奈川県出身。エイベックス・アスナロ・カンパニー所属。

## 来歴
2005年ごろよりスマイルモンキーに所属し、子役として活動を開始した。同事務所所属時に村山 ゆいりと一度改名していた時期がある。
2011年
- AKB48 第13期研究生オーディションに合格。
- 12月8日、AKB48劇場で開催された「AKB48 6周年記念公演」でお披露目される。

2013年
- 8月24日の『真夏のドームツアー〜まだまだやらなきゃいけないことがある〜』の東京ドーム公演3日目においてチーム4への昇格が発表される。

2014年
- 5月23日、『AKB観光大使』（フジテレビONE）のロケで長崎市を訪れた縁で、一緒に訪問した同市出身の森保まどか（HKT48）と共に長崎市観光大使に任命される。

2015年
- 3月25日、さいたまスーパーアリーナで開催された『AKB48ヤングメンバー全国ツアー〜未来は今から作られる〜』の初日公演において、新しく結成された7人組ユニット「でんでんむChu!」への参加が発表される。

2016年
- 12月31日、第67回NHK紅白歌合戦において「夢の紅白選抜」企画の第30位にランクインし出場を果たした。

2017年
- 7月28日、自らプロデュースしたAKB48 16期生の研究生公演である「レッツゴー研究生!」の初日を迎えた。
- 12月8日、AKB48劇場で開催された「AKB48 12周年記念公演」で発表された組閣人事において、2018年春からチーム4のキャプテンに就任することが発表された。

2018年
- 1月20日に行われた『AKB48グループ リクエストアワーセットリストベスト100 2018』の夜公演において、51枚目のシングル『ジャーバージャ』で初めてシングル表題曲の選抜メンバーとなることが発表された。

2019年
- 1月15日、TOKYO DOME CITY HALLでソロとしては初のコンサートとなる『AKB48村山彩希ソロコンサート〜私は私の道を行く〜』が開催された。

2020年
- 1月18日、劇場公演の出演回数1,000回を達成した。
- 1月21日に岡田奈々、茂木忍、向井地美音とともにYouTube上に「ゆうなぁもぎおんチャンネル」を開設。
- 1月22日、岡田奈々と『ゆうなぁ単独コンサート〜かけがえのない時間〜』をTOKYO DOME CITY HALLLで開催した。
- 11月21日に「ゆうなぁもぎおんチャンネル」の登録者数が10万人を突破した。

2021年
- 3月17日、劇場公演1,000回出演を記念したレリーフがAKB48劇場ロビーに掲示、公開された。
- 10月13日から柏木由紀の後任として『アッパレやってまーす! 水曜日』（MBSラジオ）にレギュラー出演。

2022年
- 6月15日、自身の誕生日を祝うSHOWROOM配信「写真で振り返る村山彩希生誕祭！ゆうなぁもぎおん大集合SP」において、9月6日に1st写真集を発売することを発表した。

2023年
- 2月25日、首の痛みによりパフォーマンスを伴う活動を一時休止することを報告。

2024年
- 1月9日、芸能事務所「エイベックス・アスナロ・カンパニー」への移籍を発表した。
- 2月22日より、7年ぶり2度目となる自身のプロデュースによる劇場新公演がスタート。公演の正式タイトルはファンからの公募となり、後に「今日は誰に恋をする?」公演に決定した。
- 12月27日に行われた「ここからだ」公演でAKB48からの卒業を発表した。

2025年
- 5月6日、卒業コンサートを東京ガーデンシアターで昼夜2公演開催した。
- 6月15日、AKB48劇場において卒業公演を行い、AKB48を卒業した。
- 8月、ミュージカル『新・幕末純情伝』で舞台単独初主演。

## 人物
愛称は、ゆいりー。
女優の村山栞妃は姉。親戚には満島ひかり（女優）・満島真之介（俳優）の姉弟がいる。
モーニング娘。が好きで、メンバーでは鞘師里保のファン。

### AKB48
キャッチフレーズは「真っ赤なゆいりんご」。
自らの活動意義をAKB48グループの原点である劇場公演に見出しており、AKB48選抜総選挙には2015年以降不参加とする一方、所属しているチーム4以外の劇場公演にも出演していた。2014年から2017年まで4年連続で年間劇場公演への出演回数が1位となり、「シアターの女神」とも称されている。2019年1月15日に開催されたソロコンサートでは、劇場公演曲「シアターの女神」から始め、愛弟子ともいえる16期生もゲスト出演し、最後のMCでは前田敦子の言葉を引用して「私はAKB48劇場に自分の人生を捧げます」と宣言した。AKB48劇場での劇場公演通算出演回数は1,358回で、AKB48メンバー中歴代最多である。
また、現役メンバーでありながら、劇場公演のプロデュースを自ら行い、2017年7月28日に初日を迎えた16期研究生が行う『レッツゴー研究生!』公演や、2024年2月22日に初日を迎えた『今日は誰に恋をする?』公演を手掛けた。
65thシングル『まさかのConfession』のカップリングに村山の卒業曲が収録されているが、曲名は自身の愛称でもある「ゆいりー」である。
尊敬するAKB48の先輩として大島優子・中田ちさとを挙げている。
AKB48で好きな楽曲は「細雪リグレット」。

## AKB48での参加楽曲

### シングル選抜楽曲
- 『ギンガムチェック』に収録
  - あの日の風鈴 - 「ウェイティングガールズ」名義
- 『UZA』に収録
  - 大人への道 - 「研究生」名義
- 『永遠プレッシャー』に収録
  - 私たちのReason
- 『So long !』に収録
  - 強い花 - 「研究生」名義
- 『さよならクロール』に収録
  - LOVE修行 - 「研究生」名義
- 『恋するフォーチュンクッキー』に収録
  - 青空カフェ
- 『ハート・エレキ』に収録
  - 清純フィロソフィー - 「Team 4」名義
- 『鈴懸の木の道で「君の微笑みを夢に見る」と言ってしまったら僕たちの関係はどう変わってしまうのか、僕なりに何日か考えた上でのやや気恥ずかしい結論のようなもの』に収録
  - Mosh & Dive
- 『前しか向かねえ』に収録
  - 秘密のダイアリー - 「Baby Elephants」名義
- 『ラブラドール・レトリバー』に収録
  - ハートの脱出ゲーム - 「Team 4」名義
- 『希望的リフレイン』に収録
  - 今、Happy - 「ばら組」名義
  - 目を開けたままのファーストキス - 「Team 4」名義
- 『僕たちは戦わない』に収録
  - カフカとでんでんむChu! -「でんでんむChu!」名義
- 『唇にBe My Baby』に収録
  - 君を君を君を… - 「次世代選抜」名義
  - なんか、ちょっと、急に… - 「Team 4」名義
- 『君はメロディー』に収録
  - LALALAメッセージ - 「AKB48次世代選抜」名義
- 『翼はいらない』に収録
  - 考える人 - 「Team 4」名義
- 『ハイテンション』に収録
  - 抑えきれない衝動 - 「ウェイティングサークル」名義
- 『シュートサイン』に収録
  - アクシデント中 - 「AKB48 U-19選抜」名義
- ジャーバージャ
- Teacher Teacher
  - 猫アレルギー - 「Team 4」名義
- 『NO WAY MAN』に収録
  - それでも彼女は - 「大人選抜2018」名義
- 『ジワるDAYS』に収録
  - Generation Change - 「AKB48カップリング選抜」名義
- サステナブル
  - 流れ星に何を願えばいいのだろう  - 「総監督とキャプテンズ」名義
- 失恋、ありがとう
  - また会える日まで
  - 愛する人
- 根も葉もRumor
  - 離れていても
- 元カレです
  - アンジー - 「Team 4」名義
- 久しぶりのリップグロス
- どうしても君が好きだ
- アイドルなんかじゃなかったら
- カラコンウインク
- 恋 詰んじゃった
- まさかのConfession
  - 桜の花びらたち 2025
  - ゆいりー

### アルバム選抜楽曲
『1830m』に収録
- さくらんぼと孤独 - 「研究生」名義
- 青空よ 寂しくないか? - 「AKB48+SKE48+NMB48+HKT48」名義

『次の足跡』に収録
- チーム坂 - 「Team 4」名義

『ここがロドスだ、ここで跳べ!』に収録
- ここがロドスだ、ここで跳べ!
- 涙は後回し -「峯岸Team 4」名義

『0と1の間』に収録
- 泣き言タイム - 「Team 4」名義
- あれから僕は勉強が手につかない - 「でんでんむChu!」名義

『サムネイル』に収録
- あの日の自分

『なんてったってAKB48』に収録
- なんてったってアイドル - （小泉今日子のカバー）
- DESIRE -情熱- - （中森明菜のカバー）
- LOVEマシーン - （モーニング娘。のカバー）

### 劇場公演ユニット曲
チームB 5th Stage「シアターの女神」
- ロマンスかくれんぼ（前座ガール）

チームA 6th Stage「目撃者」
- ミニスカートの妖精（前座ガールズ）
  - 全体曲は前田敦子のアンダー

チームK 6th Stage「RESET」
- 檸檬の年頃（前座ガールズ）
- 逆転王子様（峯岸みなみのアンダー）

大場チーム4「僕の太陽」公演
- ヒグラシノコイ（竹内美宥のアンダー）

研究生公演「RESET」
- 逆転王子様

研究生公演「僕の太陽」
- ヒグラシノコイ
- 愛しさのdefense

研究生公演「パジャマドライブ」
- 天使のしっぽ
- 純情主義
- てもでもの涙

峯岸チーム4「手をつなぎながら」公演
- チョコの行方

峯岸チーム4「アイドルの夜明け」公演
- 口移しのチョコレート

倉持チームB「パジャマドライブ」公演
- てもでもの涙（生駒里奈のアンダー）

横山チームK「RESET」公演
- 制服レジスタンス（田野優花のアンダー）

春風亭小朝「イブはアダムの肋骨」公演
- 黒い天使（チームA 5th Stage「恋愛禁止条例」 前田敦子のポジション、峯岸みなみのアンダー）
- ハート型ウイルス（岩田華怜のアンダー）
- 禁じられた2人（茂木忍のアンダー）
- 君だけにChu!Chu!Chu!（岩田華怜のアンダー）
- 大声ダイヤモンド（アカペラ・ボイスパーカッッションver.）（峯岸みなみ・茂木忍のアンダー）

岩本輝雄「青春はまだ終わらない」公演
- 青空カフェ（川本紗矢・伊豆田莉奈のアンダー）

田原総一朗「ド〜なる?!ド〜する?!AKB48」公演
- Bird（チームA 3rd Stage「誰かのために」）
- 1994年の雷鳴（チームサプライズ 「重力シンパシー」公演 板野友美のポジション、高城亜樹のアンダー）

高橋朱里チーム4「夢を死なせるわけにいかない」公演
- Confession

チームA 7th Stage「M.T.に捧ぐ」
- She's gone（佐々木優佳里のアンダー）

木﨑チームB「ただいま 恋愛中」公演
- 純愛のクレッシェンド（岩佐美咲のアンダー）
- 7時12分の初恋（後藤萌咲のアンダー）

峯岸チームK「最終ベルが鳴る」公演
- 初恋泥棒（中野郁海のアンダー）

リバイバル公演「僕の太陽」
- アイドルなんて呼ばないで（久保怜音・小嶋菜月・平田梨奈のスタンバイ）
- 愛しさのdefense（下口ひなな・小嶋菜月のスタンバイ）
- ヒグラシノコイ（大和田南那・竹内美宥のスタンバイ）

外山大輔「ミネルヴァよ、風を起こせ」公演
- コップの中の木漏れ日
- 口移しのチョコレート（茂木忍のアンダー）

村山チーム4「手をつなぎながら」公演
- 雨のピアニスト
- Glory days
- この胸のバーコード（大森美優のアンダー）
- チョコの行方

「僕の夏が始まる」公演
- 女神はどこで微笑む?
- Oh! Baby!
- ウインクの銃弾

倉野尾チーム4「サムネイル」公演
- コイントス
- ひび割れた鏡

「ここからだ」公演
- 振り向きざまのキッス

## 出演

### テレビドラマ
- 3年B組金八先生第8シリーズ（2008年1月10日 - 1月24日、TBS） - 北山美佐子（北山大将の妹） 役[42]
- 連続テレビ小説 瞳（2008年、NHK総合） - 野口詩織 役[7]
- マジすか学園4 第1話（2015年1月20日、日本テレビ） - ドクリンゴ 役
- マジすか学園5（2015年8月25日、日本テレビ） - キャンディー 役[注 3]
- AKB48の歌 第7話・第8話「ヘビーローテーション」（2022年7月2日・9日、ひかりTVチャンネル）- ユイリ 役[45]

### その他テレビ番組
- 1泊2日ReLife〜山と海で田舎暮らし体験〜（2022年3月20日、テレビ東京）[46]

### 映画
- こっくりさん 日本版（2005年、オリジナルビデオ、クロックワークス）[7]
- 日本の青空（2007年3月21日） - 河田曄子の孫 役[7]
- ハオト（2025年8月8日、渋谷プロダクション）- 真行寺藍 役[47]

### DVDドラマ
- SF 少女ドラマシリーズ「ADS77」（2013年、AKB48「恋するフォーチュンクッキー」特典映像） - 楽団C 役

### 舞台
- ドラゴンファンタジー2（2007年8月17日 - 21日、吉祥寺シアター） - 風の戦士 ファンファン 役[48]
- ココ・スマイル6〜夏色のキャンパス〜（2009年8月20日 - 8月24日、全労済ホールスペース・ゼロ） - 田島秋菜 役[49]
- 舞台「マジムリ学園-LOUDNESS-」（2021年8月20日 - 29日、品川プリンスホテル ステラボール） - 主演・ケーニッヒ 役[50]
- 舞台「いわかける！ - Sport Climbing Girls -」（2022年2月17日、サンシャイン劇場） - 藤村あすか 役（日替わりゲスト）
- 朗読劇 細雪（2024年6月22日・23日、明治座） - 四女・妙子 役[51]
- ミュージカル「新・幕末純情伝」（2025年8月8日 - 24日＜予定＞、紀伊國屋ホール） - 主演・沖田総司 役[33]

### ラジオ
- TOKYO FMサンデースペシャル『ブレインスリープ Presents AKB48 ゆうなぁもぎおん 噂の!週末の夜は最高の睡眠』（2021年8月15日、TOKYO FM）[52]
- アッパレやってまーす! 水曜日（2021年10月13日 - 2024年4月17日、MBSラジオ）[23]

### イベント
- 長崎ランタンフェスティバル 皇帝パレード（2015年2月28日、長崎市[53]）
- 第33回 マイナビ 東京ガールズコレクション 2021 AUTUMN/WINTER（2021年9月4日、オンライン配信）[54]

### CM・広告
- 松下電工「はじめて篇」（2005年）[7]
- ソニー・コンピュータエンタテインメント「PSP シンクロ篇」（2005年）[7]
- 防衛庁「航空自衛隊」イメージPR映像（2006年）[7]
- キヤノン「Canon Pixus」（2006年 - 2007年） - カタログモデルおよびWEBモデル[7]
- トステム住宅研究所 「アイフルホーム 釣りキチ三平キャンペーン」（2009年）[7]

### 広報
- サイバード 「BFBチャンピオンズ2.0〜Football Club Manager〜」応援サポーター（2017年8月28日 - ）[55]

### ネット配信
- マジすか学園5（2015年8月25日 - 10月27日、Hulu） - キャンディー 役[注 3]
- ウェブ番組『F.Chan TV』（フットボールチャンネル） - MC（第25回・第26回）[56]

### ミュージック・ビデオ
- SMAP「Triangle」（2005年）[7]

## コンサート
- AKB48村山彩希ソロコンサート〜私は私の道を行く〜（2019年1月15日、TOKYO DOME CITY HALL）[17]
- ゆうなぁ単独コンサート〜かけがえのない時間〜（2020年1月22日、TOKYO DOME CITY HALL）[19]
- ゆうなぁもぎおんラストパーティー〜【朗報】最後に4人で歌って踊ってみた【感謝】〜（2024年1月8日、山野ホール）[57]

## 書籍

### 著書
- 実践! スマホ修行（2016年8月30日、学事出版、共著：藤川大祐・岩立沙穂・岡田彩花・飯野雅・大川莉央・込山榛香）ISBN 978-4761922757

### 写真集
- 村山彩希ファースト写真集『普通が好き』（2022年9月8日、宝島社）ISBN 978-4299032515[58]

### 雑誌連載
- EX大衆（2018年10月15日 - 、双葉社）
  - 「村山彩希のAKB48劇場公演日誌」（2018年10月15日 - 2021年10月15日）[59][60]
  - 「シアターの女神 AKB48 村山彩希とちょっとお茶でもしませんか」（2021年11月15日 - 2024年10月15日）[61]
  - 「ゆいりーさんぽ。」（2024年11月15日 - 2025年6月16日）[62][63]

### 関連書籍
- 授業づくりエンタテインメント! ―メディアの手法を活かした15の冒険（2014年12月5日、学事出版、著：藤川大祐） - 表紙モデルおよび対談。ISBN 978-4761920890

### カレンダー
- 卓上 村山彩希 2014年カレンダー（2013年12月6日、ハゴロモ）
- クリアファイル付（卓上）AKB48 村山彩希 カレンダー 2015年（2014年12月13日、ハゴロモ）